# روبوتو
روبوتو (بالإنجليزية: Roboto) هي عائلة خطوط من سانس سيرف تم تطويرها بواسطة جوجل كخط رسمي لنظام تشغيل أندرويد، وتم إصداره في عام 2011، لنظام أندرويد لوليبوب، تم ترخيص مجموعة الخطوط بالكامل بموجب ترخيص رخصة أباتشي، في عام 2014.

## الاستخدام
روبوتو هو الخط الافتراضي على نظام تشغيل أندرويد، وخدمات جوجل الأخرى مثل (جوجل بلاي ويوتيوب وخرائط جوجل وصور جوجل).

## تاريخ

### التطوير
تم تصميم الخط بالكامل داخليًا بواسطة كريستيان روبرتسون الذي أصدر سابقًا خط أوبونتو تايتل، وتم توفير الخط رسميًا للتنزيل المجاني في 12 يناير 2012، على موقع أندرويد ديزاين الذي تم إطلاقه حديثًا.

### إعادة التصميم
في عام 2014، أعلن ماتياس دوارتي في مؤتمر جوجل آي/أو أنه تمت إعادة تصميم روبوتو بشكل كبير لنظام أندرويد لوليبوب.

نموذج لنص روبوتو في عام 2013 بأوزان وأحجام مختلفة للخطوط ، قبل إعادة تصميم أندرويد.

## اللغات المدعومة
يدعم روبوتو النصوص اللاتينية واليونانية والسيريلية.
على نظام أندرويد، يتم استخدام خط نوتو للغات التي لا يدعمها روبوتو، بما في ذلك الصينية واليابانية والكورية والتايلاندية والهندية.

## انظُر أيضًا
- فونت أوسوم
- جوجل فونت